# Microrégion de Paranatinga

Localisation de la microrégion de Paranatinga

La microrégion de Paranatinga est l'une des huit microrégions qui subdivisent le nord de l'État du Mato Grosso au Brésil.
Elle comporte 4 municipalités qui regroupaient 29 020 habitants en 2006 pour une superficie totale de 46 796 km2.

## Municipalités[1]
- Gaúcha do Norte
- Nova Brasilândia
- Paranatinga
- Planalto da Serra